# Cançons i danses
Cançons i danses (sing. Cançó i dansa; cada peça es publicà originalment sota el títol en castellà Canción y Danza) és el títol d'un recull de 15 composicions de Frederic Mompou, realitzades entre 1918 i 1972. Totes elles fores creades per a piano, excepte la número 13 per a guitarra i la número 15 per a orgue.

## Peces
Cada peça consta d'una «cançó» d'introducció lenta, seguit d'una «dansa» més animada amb una elació clau però no necessàriament en la mateixa signatura. Es basen majoritàriament en cançons populars catalanes existents, tot i que algunes són obres originals. Cadascuna triga entre 3 i 5 minuts de durada.
Cançons i danses no s'escrigué com un conjunt, sinó com a peces autònomes en un període de 55 anys. Cançó i dansa Número 1 és una de les obres més conegudes de Mompou i s'ha dissenyat per a diverses combinacions d'instruments. La número 6 també és molt coneguda.
Moltes d'elles s'han enregistrat individualment, per pianistes com: Arthur Rubinstein, Arturo Benedetti Michelangeli, Stephen Hough, Stanislas Niedzielski, Artur Pizarro, Neil Galanter i altres. La col·lecció completa s'ha enregistrat pel mateix compositor, Alícia de Larrocha, Martin Jones, Miquel Farré, Jordi Masó, Gustavo Romero i Peter Fletcher (en els seus propis arranjaments de guitarra).

## Recull de les cançons
| Núm. | Cançó | Dansa                                                                                                  | Comentari |
| ---- | --- | --- | --- |
| 1    | Quasi moderato; F-sharp major; basada en La hija de Crimson (La Filla del Carmesí)                       | Allegro non troppo; F-sharp menor - F-sharp major; basada en Dansa de Castelltercol (or Castelltersol) | escrita sense una signatura de clau |
| 2    | Lento; G menor; basada en Dotze cavallers (Senyora Isabel)                                               | Molt amable; G major; basada en Galop de cortesia                                                      | |
| 3    | Modéré; 3; basada en El Noi de la Mare                                                                   | Sardana-temps de marche; 6/8; original, asalvatjada a partir d'un quartet de corda inacabat            | dedicada a Frank Marshall King; no conté línies divisòries |
| 4    | Moderat; 3/4; 1 sharp; basada en A la vora de la mar (El Mariner)                                        | Viv; 1 sharp; basada en Ball del Ciri                                                                  | dedicada a Madame la Princesa Bassiano |
| 5    | Lento litúrgico; C-sharp menor; 8/4                                                                      | Senza rigore—Ritmado; E major; 6/4                                                                     | dedicada a Maria Canals; un treball original, concebut l'any 1942 durant un somni |
| 6    | Cantabile espressivo; E-flat menor; 4                                                                    | Ritmado; E-flat menor – B-flat major; 6/8                                                              | dedicada a Arthur Rubinstein; un treball original; utilitza ritmes influenciats per la cultura cubana, argentina i brasilera. La Cançó fou la interpretació addicional preferida d'Arturo Benedetti Michelangeli. |
| 7    | Lento; A major; 6/8; basada en Muntanyes regalades                                                       | Danza; A major; 3/4; basada en L'Hereu Riera                                                           | |
| 8    | Moderato cantabile con sentimento; G menor; 3/4; basada en El testament d'Amèlia                         | Danza; G major; 3/4; basada en La filadora                                                             | la tonalitat de la Cançó és coneguda en molts països tant llunyans com Suècia |
| 9    | Cantabile espressivo; E-flat major; 2/3; basada en Rossinyol que vas a França                            | Allegro; E-flat major; 3/4                                                                             | dedicada a Gonzalo Soriano |
| 10   | Larghetto molto cantabile; 4                                                                             | Amabile; 3/4                                                                                           | 1953, dedicada a l'Infanta Maria Cristina de Borbó i de Battenberg; marcada Sobre dos Cantigos del Rey Alfonso X; també transcrita pel compositor per a guitarra                                                  |
| 11   | Lent et majestueux - Allegro moderato; D menor; 2, liderant a 6/8; basada en Tema de la "Patum" de Berga | Grazioso; D major; 4/4; basada en Ball de l'Àliga i Turcs I cavallets                                  | dedicada a Rafael Puyana |
| 12   | Molto cantabile; F-sharp menor; 3; basada en La dama d'Aragó                                             | Danza; B menor (?); 3; basada en La mala nova                                                          | dedicada a la memòria de Léon-Paul Fargue |
| 13   | Basada en El cant dels ocells                                                                            | Basada en El bon caçador                                                                               | 1972, escrita per a guitarra, per Narciso Yepes |
| 14   | Basada en Petiteta l'han casada (Quan jo n'era petitet)                                                  | Basada en La dansa de Castelltersol (Canco del Lladre)                                                 | |
| 15   | Pastoral                                                                                                 | | dedicada a Montserrat Torrent, escrita per a orgue |